# Vajszló
Vajszló est un village et une commune du comitat de Baranya en Hongrie.

## Histoire
Le bureau de poste de VAISZLO est ouvert en 1864 .

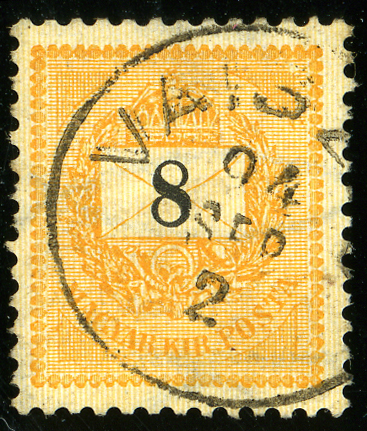
VAISZLO dans le Royaume de Hongrie en 1894